# 吉野村 (広島県)
吉野村（よしのむら）は、広島県甲奴郡にあった村。現在の府中市の一部にあたる。

## 地理
上下川の流域に位置していた。

## 歴史
- 1889年（明治22年）4月1日、町村制の施行により、甲奴郡二森村、小塚村、小堀村、有福村が発足[3]。
- 1895年（明治28年）10月1日、上記4村が合併して吉野村が発足[1][2]。旧村名を継承した二森、小塚、小堀、有福の4大字を編成[2]。
- 1954年（昭和29年）3月31日、甲奴郡上下町、矢野村、清岳村、階見村（一部）と合併し、上下町が存続して廃止された[1][2]。

## 産業
- 農業